# Bixbiet
Bixbiet of rood beril is een rode edelsteen en is een variëteit van beril. Het is naar de ontdekker ervan genoemd, naar Maynard Bixby (1853-1935). Het is een zeer zeldzaam mineraal. Het wordt in Utah gevonden, in Amerika, maar wordt ook in het laboratorium gemaakt. De rode kleur komt van het element mangaan. Bixbiet is de zeldzame rode variëteit van het mineraal beril. Net als bijvoorbeeld smaragd, of groen beril, en aquamarijn, of blauw beril, wordt bixbiet als edelsteen gebruikt. Rood beril is zo zeldzaam, dat het daardoor duur is.
Bixbiet en bixbyiet, dat ook naar Bixby is genoemd, moeten niet met elkaar worden verward. Bixbiet wordt om deze verwarring te voorkomen meestal rood beril genoemd.